# إنغا فيشر يالمارز
إنغا فيشر يالمارز، (16 كانون ثاني\يناير 1918 - 17 أيلول\سبتمبر 2008)، كانت صيدلانية سويدية مشهود لها دولياً ورائدة في مجال كيمياء الكم. تعتبر إحدى الرائدات في تطبيقات ميكانيكا الكم لإيجاد حلول لمشكلات الكيمياء النظرية. كما عملت كرئيسة للجنة الدائمة في للمجلس الدولي للعلوم.

## السيرة الذاتية
كان والداها أوتو فيشر وكارين بيتي فالف مهندسين مدنيين. حازت درجة البكالوريوس عام 1030 في الصيدلة، ثم درجة الماجستير عام 1944 في الفيزياء والكيمياء والرياضيات، تابعت دراساتها العليا بعد ذلك لتحصل على درجة في الميكانيكا عام 1949 ودرجة أخرى في الكيمياء عام 1950.
تزوجت إنغا من بروفيسور الهندسة الميكانيكية «ستيغ يالمار».
عام 1949، بدأت التحضير للدكتوراة، وقد حصلت على الدرجة عام 1952 من جامعة ستكهولم، حيث أصبحت أستاذاً مشاركاً في الفيزياء الرياضية والميكيانيكية. خلال الفترة 1959-1963، أدارت مختبراً في الفيزياء الرياضية في المعهد الملكي للتكنولوجيا. عام 1963، أصبحت إنغا أول أنثى سويدية تعمل كأستاذة للفيزياء النظرية في جامعة استكهولم، حيث كانت مُحاضِرة ذات شعبية. حافظت على الأستاذية حتى عام 1982. كانت عضواً في الأكاديمية الملكية السويدية للعلوم وعضواً في الأكاديمية الملكية الدنماركية للعلوم والآداب، والأكاديمية العالمية للفنون والعلوم (زميل) ورئيسة المجلس الدولي للجنة الدائمة لاتحادات العلماء.

## جوائز
- 1990، جائزة حقوق الإنسان للعلماء، أكاديمية نيويورك للعلوم[4]

## مسرد
- Acton، Q. Ashton (1 مايو 2013). Issues in Education by Subject, Profession, and Vocation: 2013 Edition. Scholarly Editions. ISBN:978-1-4901-0922-0. مؤرشف من الأصل في 2022-11-04.